# Elvis Presley en televisie
Het medium televisie heeft voor een aanzienlijk deel bijgedragen aan de carrière van Elvis Presley. In januari 1956 trad Elvis voor het eerst op in een landelijke televisieshow, de Stage Show van Jimmy en Tommy Dorsey. Elvis zou daarna nog veelvuldig van het medium televisie gebruikmaken om zijn populariteit te vestigen, te bestendigen en meerdere malen te herstellen.

## Ed Sullivan Show
Dankzij het nieuwe management van Colonel Parker (vanaf eind 1955), werd Elvis geboekt door een aantal bekende televisieshows. Elvis' optreden in 1956 in de Ed Sullivan Show vestigde hem als nationaal idool bij de jeugd.
Toen in 1957 diezelfde Ed Sullivan live verklaarde dat Elvis een prima jongeman was, maakte hij Elvis acceptabel voor de verontruste middenklasse die in rock-'n-roll in het algemeen en in Elvis in het bijzonder de verpersonificatie van het kwaad, ontsporing en geweld zag.
De optredens in de verschillende televisieprogramma's in de jaren '56 en '57 zorgden ervoor dat Elvis een landelijk bekend artiest werd. De televisie zorgde ervoor dat in slechts enkele maanden Elvis bij iedere tiener bekend werd, en een effect had vele malen sterker dan de impact die de lokale optredens konden bewerkstelligen.

## Frank Sinatra's TIMEX Show (1960)
In 1958 gaat Elvis in militaire dienst. Gedurende deze periode treedt hij niet meer op, maar worden met regelmaat verzamelalbums uitgebracht, en zo nu en dan nieuw materiaal dat Elvis op had genomen tijdens zijn eerste verlof; iets wat bij die ene keer bleef.
In 1960 is Elvis' populariteit schijnbaar nog onaangetast, maar iedereen is benieuwd wat hij gaat doen nu hij terug van weggeweest is. De rock-'n-rollscène is veranderd: de grote namen van een paar jaar eerder zijn niet meer (Buddy Holly en Ritchie Valens zijn verongelukt in een vliegtuigcrash, Jerry Lee Lewis heeft een schandaal veroorzaakt door zijn 14-jarig nichtje te huwen, Little Richard heeft zich bekeerd tot het priesterschap). Zal Elvis rock-'n-roll in alle hevigheid opnieuw laten ontvlammen?
Het establishment wordt gerustgesteld als een in net pak gestoken Elvis door Frank Sinatra welkom wordt geheten in zijn Timex Show. Elvis zingt "Stuck on You" dat nog licht doet denken aan "Don't Be Cruel". "Fame and Fortune" is veel meer in lijn met het soort materiaal dat hij vanaf dat moment zou gaan brengen gedurende het grootste deel van de jaren 60 als hij niet met films bezig is: meer pop, meer ballads, minder rock-'n-roll. De terugkeer van Elvis in de entertainmentwereld is een feit.

## NBC TV-Special ELVIS (1968)
Na bijna 30 muzikale comedy's en steeds meer nadruk op filmmuziek is de tijd in 1968 rijp om Elvis' carrière een nieuwe impuls te geven.
Dit wordt vormgegeven door de NBC TV Special dat in december 1968 wordt uitgezonden. Elvis grijpt deze special aan om terug naar zijn roots te gaan in wat 30 jaar later door MTV herontdekt zou worden als de Unplugged Sessions. Een in leer gestoken Elvis herontdekt zijn zelfvertrouwen, zijn oude hits worden weer met verve en arrogantie gebracht, nieuw materiaal schreeuwt van verlangen. Elvis de rocker is terug en hij bewijst geen has-been te zijn geworden. Wederom heeft de televisie Elvis terug in het middelpunt van de aandacht gebracht. Andere benamingen voor deze special zijn de Comeback Special, de Singer Special en de '68 Special. Singer was een naaimachinefabrikant, die het programma sponsorde. De regisseur van de special is Steve Binder, die een Emmy Award won met deze productie.

## Elvis: Aloha from Hawaii (1973)
In 1973 heeft Elvis ruim drie jaar liveconcerten gegeven in heel de V.S., en natuurlijk in Las Vegas. De verveling begint toe te slaan, en in zijn privé-leven staat Elvis onder druk van zijn aanstaande scheiding van zijn vrouw Priscilla. Dit heeft zijn weerslag in zijn muziek, en de hits zijn er nog wel, maar in steeds langere tussenpozen.
Een nieuwe uitdaging wordt gevonden in het allereerste liveconcert dat wereldwijd via satelliet wordt uitgezonden. In die dagen een technisch hoogstandje dat vooral in Azië zeer goed bekeken wordt. Europa ziet de special met enige uren vertraging om met prime-time samen te vallen. In de VS wordt de special echter pas na enkele maanden uitgezonden, aangezien Elvis' laatste film Elvis on Tour dan nog in de bioscopen draait. Colonel Parkers mediamachine draait op volle toeren en de totale kijkcijfers wordt uitgebuit om een nieuwe Elvishype te creëren en zo krijgt Elvis zijn derde comeback via de tv. Geschat werd dat er tussen de 1 en 1,5 miljard mensen over de hele wereld Aloha From Hawaii gezien hebben. In 1973 was dat tussen de 30 en 50% van de wereldbevolking en naar schatting meer dan 75% van wereldbevolking met een televisie.
De bandleden op de betreffende 12 en 14 januari:
- James Burton (sologitarist)
- Glen Hardin (pianist)
- Ronnie Tutt (drummer)
- John Wilkinson (ritmegitarist)
- Jerry Scheff (bassist)
- J.D. Sumner & the Stamps Quartet (achtergrondkoor)
- Kathy Westmoreland (achtergrondkoor)
- Charlie Hodge ('harmony'/tweede stem)
- Sweet Inspirations (achtergrondkoor)
- Joe Guercio & his Orchestra

## CBS TV Special Elvis in Concert (1977)
Enkele maanden voor Elvis' dood stemt hij ermee in dat liveconcerten van hem worden gefilmd voor wederom een tv-special, deze keer voor de omroep CBS. Het gaat om 2 shows van zijn laatste tournee ooit, die van 19 en 21 juni 1977. Ook zijn er andere beelden gebruikt van de juni tour van Elvis, zo is hij te zien als hij een prijs krijgt van RCA op het vliegveld van Indianapolis op 26 juni 1977. Dit zijn de laatste officiële beelden die ooit van Elvis gemaakt zijn. Behalve deze beelden bevat de special ook een interview met Vernon, Elvis' vader, ook opgenomen in juni. Op het einde van de special is daarnaast ook nog een extra boodschap toegevoegd van Vernon die is opgenomen vlak na Elvis' overlijden. In die boodschap bedankt hij de fans voor hun blijken van medeleven.
Elvis was er in juni 1977 dagen slecht aan toe, en dat werd pijnlijk duidelijk in beeld gebracht. Ook muzikaal stond Elvis er slecht voor, al klonk zijn stem sterker dan ooit. Hits kwamen nog maar sporadisch en veroorzaakten niet meer de opwinding van voorheen. De liveoptredens daarentegen bleven volle zalen trekken, ondanks Elvis' overduidelijke fysieke problemen. Elvis overleed voordat de special op tv in oktober 1977 werd uitgezonden. Was hij nog in leven geweest had het waarschijnlijk zijn carrière juist geschaad. Echter, in het licht van zijn overlijden was de special tot een historisch document verworden. Het symboliseerde in feite de neergang van 's werelds succesvolste super icoon: de eenvoudige, sympathieke en getalenteerde jonge man die verwerd tot een eenzame, zieke en meelijwekkende parodie van zichzelf. Vreemd genoeg leek deze neergang het besef van Elvis' grootheid juist te benadrukken en ook nu ontstond weer een Elvis hype, natuurlijk mede het gevolg van de run op zijn platen vanwege zijn overlijden. 
De CBS special is nooit officieel op video of dvd uitgebracht en hij is na 1977 ook niet meer uitgezonden op televisie. Op deze manier proberen de erven Elvis, zijn imago te beschermen. Wel worden af en toe korte clips uit de show uitgezonden.
Vier van de vijf bovengenoemde shows zijn later in een geremasterde versie op dvd uitgebracht.